# 望遠鏡座ν
望遠鏡座ν，又名CP-56 9290，HD 186543、SAO 246271、HR 7510，是望遠鏡座的一颗恒星，视星等为5.35，位于銀經341.27，銀緯-30.01，其B1900.0坐标为赤經19h 39m 51.3s，赤緯-56° -30.01′ 10″。